# Objętość dzieła drukiem
Objętość dzieła drukiem, objętość dzieła – liczba obranych jednostek określających rozmiar dzieła. W Polsce wykorzystuje się, w zależności od potrzeb, następujące jednostki:
- arkusz autorski
- arkusz drukarski
- arkusz wydawniczy

Za objętość druku uważa się również liczbę stron. W oprawie zeszytowej są to wszystkie strony wyrobu, w oprawie klejonej wszystkie strony wkładu.